# Duurzame visserij
Duurzame visserij is een vorm van visserij die toekomstbestendig is in zowel ecologisch, economisch als sociaal opzicht. Aanvankelijk was het belangrijkste doel om overbevissing van commercieel belangrijke vissoorten tegen te gaan, vooral via quoteringssystemen. Later ging het ook om andere aspecten, zoals het veiligstellen van een levensvatbare en rendabele visserij, inclusief aquacultuur. Het beschermen van diersoorten en ecosystemen kan eveneens een doelstelling zijn. Op de uitvoering van duurzame visserij is kritiek gekomen omdat die maar in beperkte mate de doelen haalde. 

## Criteria
Er zijn verschillende criteria ontwikkeld voor duurzame visserij. Onder andere de Nederlandse viswijzer, een samenwerking van de Good Fish Foundation, Stichting De Noordzee en het Wereld Natuur Fonds werkt aan de ontwikkeling van de criteria.
De criteria van de Nederlandse viswijzer betreffen:
1. . de biologie van de vissoort: sommige soorten zijn beter bestand tegen intensieve visserij dan andere;
2. . de techniek van de visserij: wordt zodanig gevist dat andere diersoorten er geen last van hebben, denk aan bijvangst of schade aan bodemdieren;
3. . beheer en beleid: houden de vissers of kwekers zich aan de afgesproken maatregelen, zoals maaswijdte, beschermde gebieden, quota of visdagen?;
4. . het productiesysteem, zoals het water- en energiegebruik tijdens vangst/kweek en verwerking;
5. . het visvoer: wat is de herkomst van het voer, hoeveel wordt gebruikt, wat is de samenstelling?;
6. . de effecten op de omgeving: is er bijvoorbeeld milieuvervuiling?
7. . het dierenwelzijn van de vis.

Deze criteria beslaan nog niet alle aspecten van duurzaamheid en zijn nog niet alle goed uitgewerkt. Sociaal-economische aspecten bijvoorbeeld zijn nog nauwelijks ontwikkeld.

## Keurmerken
Er bestaan in Europa enkele keurmerken om de consument aan te tonen welke producten van duurzame visserij afkomstig zijn. 
- Marine Stewardship Council (MSC) voor duurzame wilde visvangst
- Aquaculture Stewardship Council (ASC) voor duurzaam gekweekte vissoorten.

## Kritiek
Dat er kritiek mogelijk is op de uitvoering van duurzame visserij blijkt zelfs in Nieuw-Zeeland, waarvan de visserij als de meest duurzame wordt gekenmerkt.
Een van de maatregelen die landen vaak nemen om de visserij duurzamer te maken is het instellen van quota, de maximaal te vangen hoeveelheid vis per jaar of per gebied. Zo'n quotum kan voor verschillende vissoorten gelden, zoals haring, tonijn of kabeljauw. Via het bepalen van een maximum hoeveelheid geoogste vis (maximum sustainable yield) hoopt men  overbevissing tegen te gaan en de populatie van de commercieel belangrijke vissoorten op peil te houden.
Nieuw-Zeeland hanteert sinds 1990 zo'n quotasysteem voor bepaalde vissoorten. De quota zijn verdeeld onder kleine zelfvoorzienende commerciële vissers, die ook produceren voor de lokale markt, en grote commerciele bedrijven.
In de praktijk bleek het quotasysteem in Nieuw-Zeeland verschillende tekortkomingen te hebben. 
Allereerst bleek het nadelig uit te pakken voor de lokale bevolking (Maori). Veel Maori werkten als deeltijd zelfvoorzienende niet-commerciele visser, waarvoor het quato-systeem niet gold.  Later zijn alsnog de visrechten van de Maori bevolking erkend maar in de ogen van de Maori zijn de quota eens te veel op natuurbescherming. In de tweede plaats bleken niet alle vissoorten met quota te worden gereguleerd. Mede hierdoor is het onduidelijk welk effect de quotering heeft voor vissoorten waarvoor geen quota zijn bepaald.
In de derde plaats is registratie problematisch, door stroperij en valse rapportages. Wat er op papier aan vis gevangen wordt, komt vaak niet overeen met de werkelijkheid. Zo werd geschat dat het aantal gevangen vissen tussen 1995 en 2010 meer dan twee keer zo veel was als werd gerapporteerd. 
In de vierde plaats wordt het visquota-systeem bekritiseerd omdat hiermee alleen een bepaald aantal soorten wordt beschermd en niet andere onderdelen van het ecosysteem.
Ten slotte is er kritiek op de norm. De grens voor wat als een gezonde visserij beschouwd wordt, is in de loop van de tijd verschoven. Daarmee is wat nu als overbevissing geldt iets anders dan wat vroeger als zodanig werd gezien.